# Filtre de tipus m

Mitja secció de filtre general de sèrie derivada m.

Mitja secció del filtre de pas baix derivat de m.

Els filtres derivats de m o filtres de tipus m són un tipus de filtre electrònic dissenyat mitjançant el mètode d'imatge. Van ser inventats per Otto Zobel a principis dels anys vint. Aquest tipus de filtre estava pensat originalment per utilitzar-lo amb la multiplexació telefònica i era una millora del filtre de tipus k constant existent. El principal problema que es va abordar va ser la necessitat d'aconseguir una millor concordança del filtre amb les impedàncies de terminació. En general, tots els filtres dissenyats pel mètode d'imatge no donen una coincidència exacta, però el filtre de tipus m és una gran millora amb una elecció adequada del paràmetre m. La secció de filtre de tipus m té un avantatge addicional perquè hi ha una transició ràpida de la freqüència de tall de la banda de pas a un pol d'atenuació just dins de la banda de rebuig. Malgrat aquests avantatges, hi ha un inconvenient amb els filtres de tipus m; a les freqüències més enllà del pol d'atenuació, la resposta comença a augmentar de nou i els tipus m tenen un rebuig pobre de la banda de parada. Per aquest motiu, els filtres dissenyats amb seccions de tipus m sovint es dissenyen com a filtres compostos amb una barreja de seccions de tipus k i tipus m i diferents valors de m en diferents punts per obtenir el rendiment òptim d'ambdós tipus.

## Fons

Filtre de pas baix de derivació prototip derivat de m Z _{iTm} impedància d'imatge per a diversos valors de m. Els valors per sota de la freqüència de tall només es mostren per a més claredat.

Zobel va patentar una xarxa d'adaptació d'impedància el 1920 que, en essència, utilitzava la topologia del que ara s'anomenen filtres de tipus m, però Zobel no els va anomenar com a tal ni els va analitzar pel mètode d'imatge. Això va ser anterior a la publicació de George Campbell del seu disseny constant de tipus k el 1922 en què es basa el filtre de tipus m. Zobel va publicar la teoria d'anàlisi d'imatges dels filtres de tipus m el 1923. Un cop populars, els filtres de tipus M i els filtres dissenyats per paràmetres d'imatge en general ara rarament es dissenyen, havent estat substituïts per mètodes de síntesi de xarxa més avançats.
Derivació
El bloc de construcció dels filtres derivats de m, com amb tots els filtres d'impedància d'imatge, és la xarxa "L", anomenada mitja secció i composta per una impedància en sèrie Z i una admissió de derivació Y . El filtre derivat de m és una derivada del filtre k constant. El punt de partida del disseny són els valors de Z i Y derivats del prototip constant k i estan donats per
{\displaystyle k^{2}={\frac {Z}{Y}}}
on k és la impedància nominal del filtre, o R0. El dissenyador ara multiplica Z i Y per una constant arbitrària m (0 < m < 1). Hi ha dos tipus diferents de secció derivada de m; sèrie i derivació. Per obtenir la mitja secció en sèrie derivada de m, el dissenyador determina la impedància que s'ha d'afegir a 1/mY per fer que la impedància de la imatge ZiT sigui la mateixa que la impedància de la imatge de la secció k constant original. A partir de la fórmula general per a la impedància d'imatge, es pot demostrar que la impedància addicional necessària és
{\displaystyle {\frac {1-m^{2}}{m}}Z.}
Per obtenir la mitja secció de derivació derivada de m, s'afegeix una admissió a 1/mZ per fer que la impedància de la imatge Z iΠ sigui la mateixa que la impedància de la imatge de la mitja secció original. Es pot demostrar que l'admissió addicional requerida és
{\displaystyle {\frac {1-m^{2}}{m}}Y.}
Les disposicions generals d'aquests circuits es mostren als diagrames de la dreta juntament amb un exemple específic de secció de pas baix.
Una conseqüència d'aquest disseny és que la mitja secció derivada de la m coincidirà amb una secció de tipus k només d'un costat. A més, una secció de tipus m d'un valor de m no coincidirà amb una altra secció de tipus m d'un altre valor de m excepte als costats que ofereixen la Zi del tipus k.